# Dolmen de Guadalperal
El dolmen de Guadalperal, también conocido como «el tesoro de Guadalperal», es un monumento megalítico que data de entre finales del V y el III milenio a. C. Su fecha de construcción se estima que puede situarse hacia el 4.000 a. C. Es una construcción megalítica diseñada con una finalidad funeraria que se conoce como "dolmen" en la tipología de enterramientos prehistóricos europeos. No obstante, los medios de comunicación han incurrido en el error frecuente de considerarlo un crómlech y denominarlo el Stonehenge español por un remoto e imposible parecido con este monumento inglés. Está situado en la localidad cacereña de El Gordo, aunque el municipio más cercano es Peraleda de la Mata, en la comarca del Campo Arañuelo en el este de Extremadura en España. Se encuentra bajo las aguas del embalse de Valdecañas en el río Tajo y solamente es visible cuando el nivel de las aguas lo permite.  Fue declarado Bien de Interés Cultural (BIC) por el Real Decreto 371/2022, de 10 de mayo  de 2022, por el Consejo de Ministros de España.

## Descripción
Consta de más de 150 lajas de granito, ortostatos, puestas en disposición vertical. 12 o 13 de ellas conformarían una cámara ovoide de cinco metros de diámetro, que estaría precedida por un corredor de acceso de más de 5 metros de largo y de aproximadamente 1,5 metros de ancho. Justo a la entrada de la cámara se encuentra un menhir de dos metros de alto decorado con grabados. El monumento está rodeado por un "anillo circular" formado por bolos de cuarcita que es el resultado del vaciado que hizo del túmulo original el arqueólogo alemán Hugo Obermaier en sus excavaciones de la década de 1920. El citado arqueólogo vació completamente el túmulo que en origen cubría la estructura del dolmen dejando al descubierto las lajas de granito. El "anillo exterior" no es, por tanto, una parte original del monumento, sino el material descartado por Obermaier durante su excavación.
Durante el Neolítico y el Calcolítico el dolmen cumpliría una función funeraria, como demuestran los ajuares recuperados. En una escombrera cercana se hallaron 11 hachas, cerámicas, cuchillos de sílex y un punzón de cobre. También se localizó un asentamiento de la época que se estima pudiera ser anterior al sepulcro. En él había hogares, manchas de carbón y cenizas, cerámica, molinos y piedras para afilar hachas entre otros objetos. Los restos romanos encontrados en el lugar, una moneda, fragmentos de cerámica y una piedra de moler indican que en esa época fue reutilizado.
Un aficionado de la localidad de Peraleda de la Mata ha propuesto que una supuesta serpiente grabada en el menhir se corresponde en realidad con una representación del curso del río Tajo, ya que recordaría a una translación sobre plano de sus meandros. Sin embargo, no hay ningún argumento científico que respalde esta hipótesis.

## Historia
El monumento se halló en 1925 y fue excavado entre 1925 y 1927 por el arqueólogo alemán Hugo Obermaier, capellán de la casa de Alba. En la década de 1950 el matrimonio alemán compuesto por Georg y Vera Leisner sería el encargado de recopilar la documentación dispersa entre la Universidad de Friburgo y la finca de los Alba y realizando una publicación científica sobre el mismo. En la década de 1990, Primitiva Bueno Ramírez y Rodrigo de Balbín Behrmann visitaron el monumento y publicaron los grabados localizados en el menhir. En 2021 se emprendieron nuevas excavaciones arqueológicas en el yacimiento.

## Conservación
En 1963 el dolmen de Guadalperal quedó inundado tras la construcción de la presa de Valdecañas en el río Tajo, siendo únicamente visible cuando baja el nivel del embalse en el que se halla inmerso. En la última década, en verano, debido a la sequía ha sido posible ver el dolmen en varias ocasiones parcialmente y en dos ocasiones completamente.
El hecho de estar sumergido la mayor parte del tiempo podría haber erosionado el monumento y su entorno, como también lo podrían haber hecho las visitas a las que se somete el sitio. La asociación local Raíces de Peraleda reclamó en los medios de comunicación el traslado del dolmen fuera del embalse ante el deterioro que supuestamente apreciaban.
Desde 2019 se han venido monitorizando posibles daños en el monumento, Los trabajos arqueológicos desarrollados han incluido una digitalización del yacimiento El 10 de mayo de 2022 fue declarado bien de interés cultural (BIC) por el Consejo de Ministros de España.

## Galería

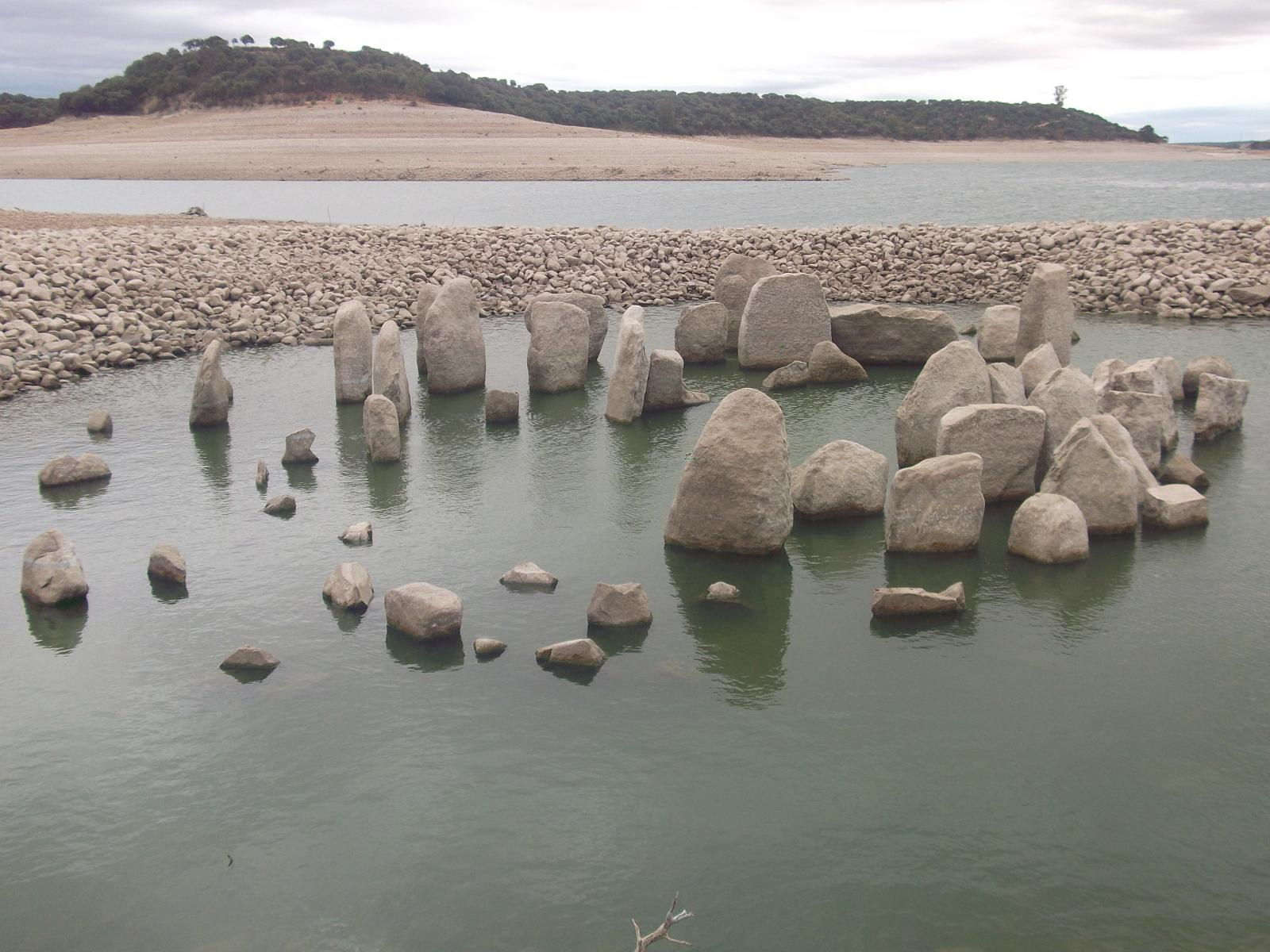
Dolmen parcialmente visible. Verano 2012
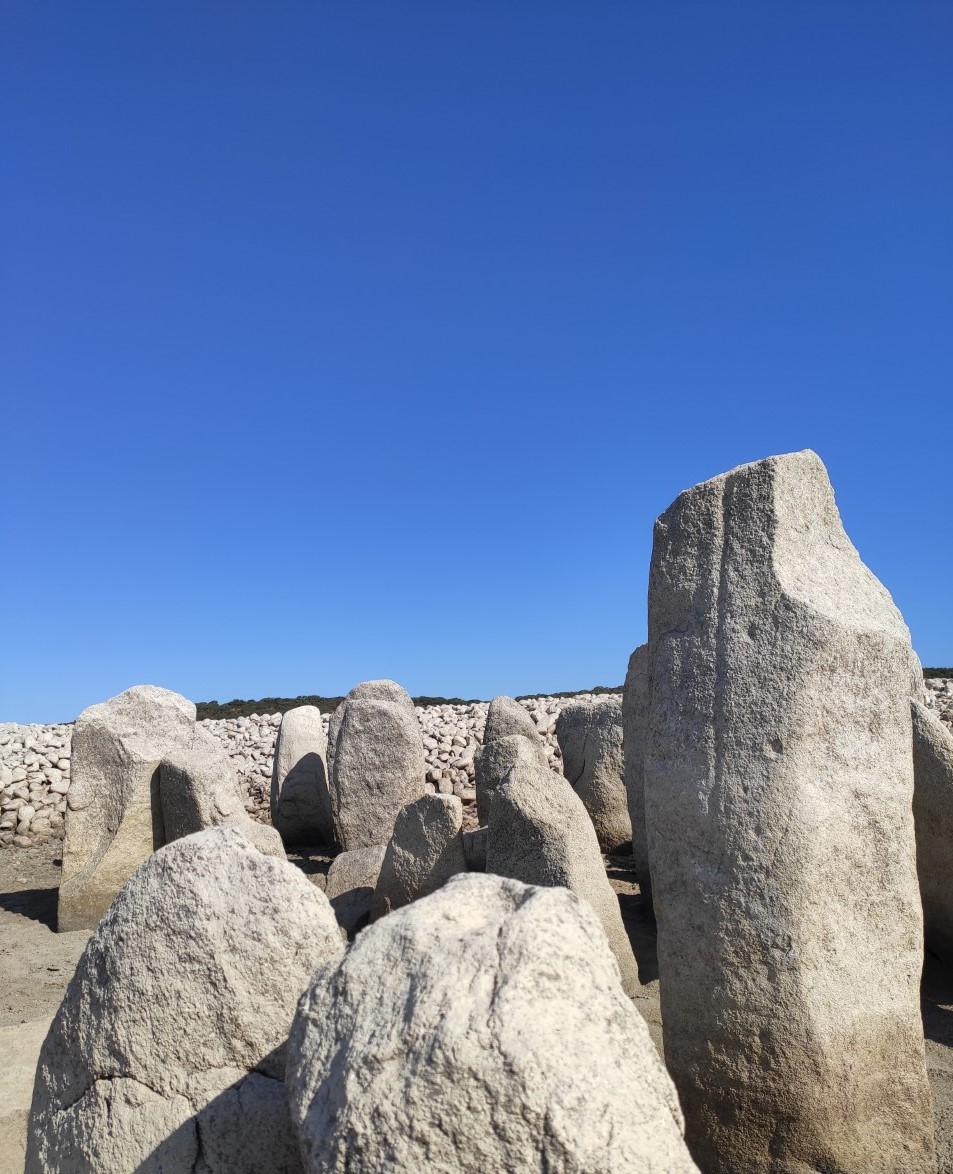
Menhir esculpido frontal
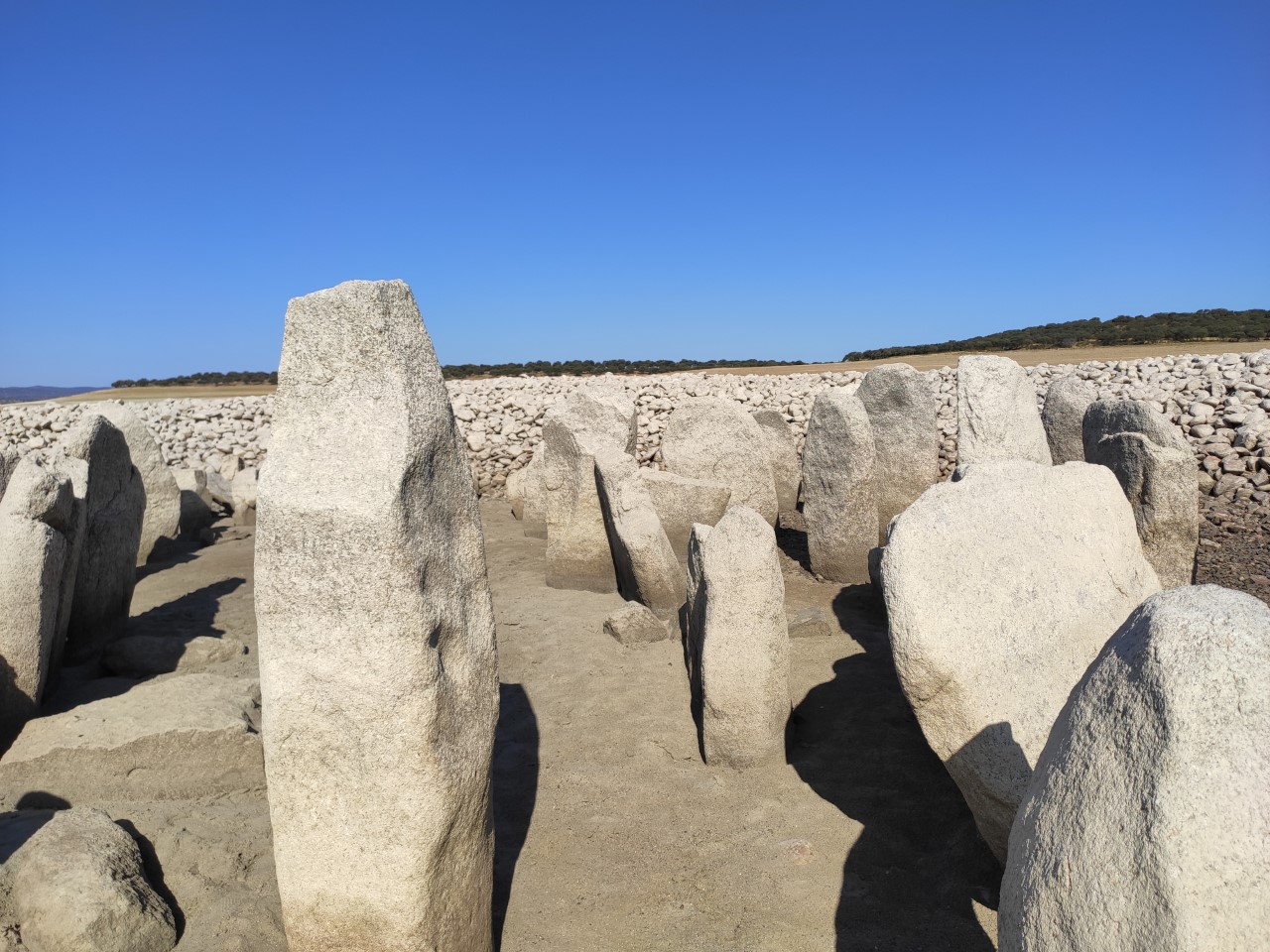
Menhir grabado
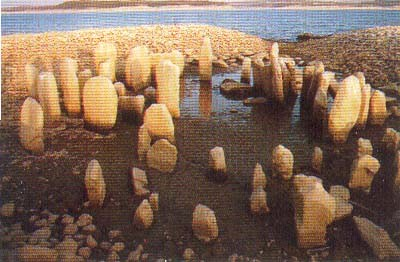
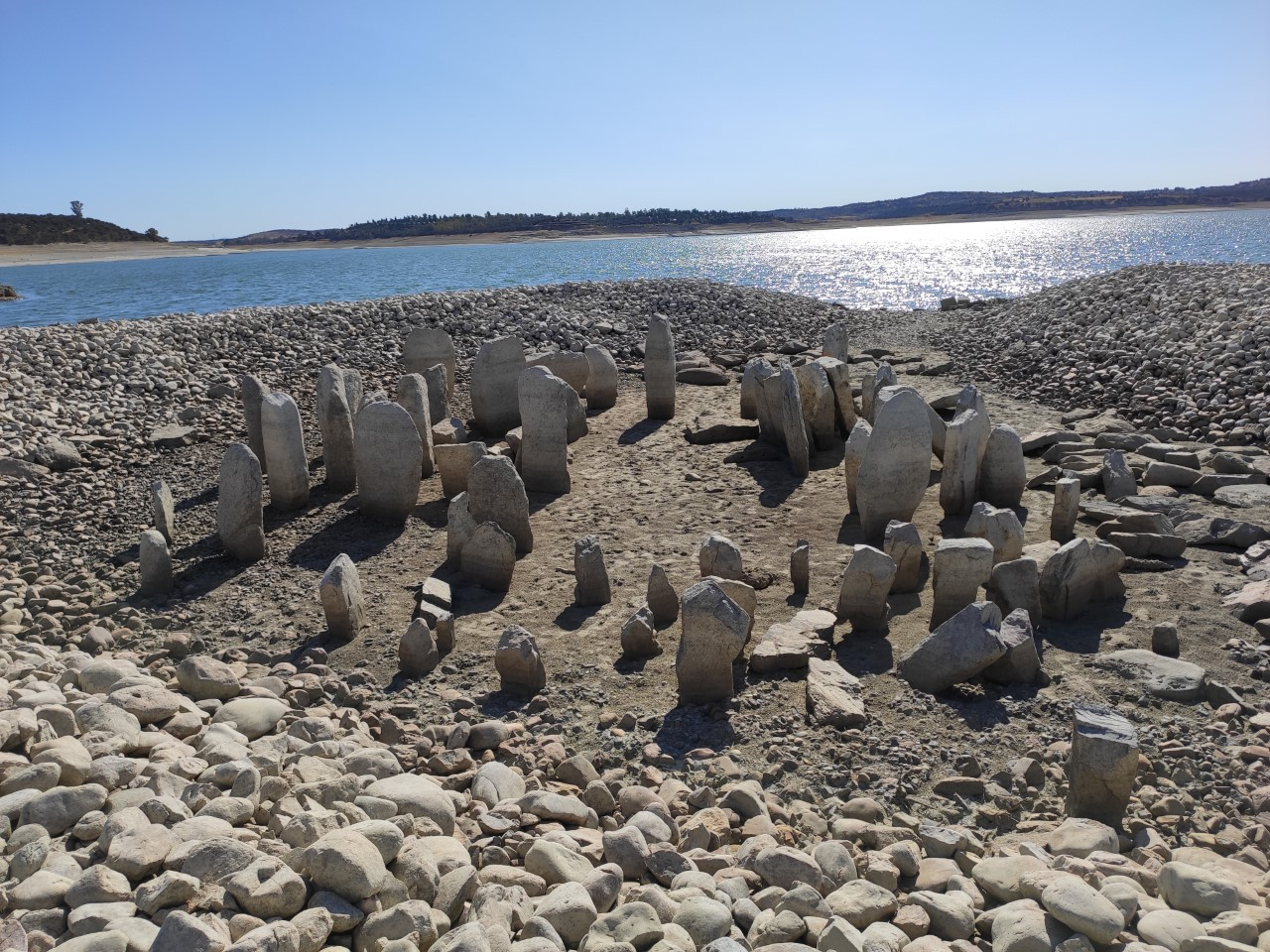